# فصية
اللوبوزا أو الفصية هي تجمهر من الأميبيات.